# Jorge Alonso Martín
Jorge Alonso Martín (Salamanca, Castella i Lleó, 5 de gener del 1985) és un futbolista castellanolleonès que juga a la posició de migcampista.

## Trajectòria futbolística
Jorge Alonso és un jugador format íntegrament en la pedrera de la Unió Esportiva Salamanca. En la seva etapa juvenil es va proclamar campió del seu grup de Divisió d'Honor, any en què va debutar amb la selecció espanyola sub 18. El 2009 va fitxar per l'Hèrcules CF per dues temporades amb el qual va jugar 19 partits de lliga en la seva primera temporada. Després d'aconseguir l'ascens a Primera divisió, el club herculà no va comptar amb Jorge Alonso per al seu retorn a Primera, de manera que el jugador va rescindir contracte i el 29 de juliol de 2010 el jugador va fitxar pel Reial Valladolid.